# محمد اوبا
محمد اوبا (به ترکی آذربایجانی: Məmmədoba) یک منطقه مسکونی در جمهوری آذربایجان است که در شهرستان ماسال‌لی واقع شده‌است. محمد اوبا ۱۲۷۲ نفر جمعیت دارد.